# Katastrophe auf der Enterprise
Katastrophe auf der Enterprise (Originaltitel: Disaster) ist die fünfte Folge der fünften Staffel der US-amerikanischen Science-Fiction-Fernsehserie Raumschiff Enterprise – Das nächste Jahrhundert. Sie wurde in den Vereinigten Staaten über Syndication vermarktet und erstmals am 21. Oktober 1991 auf verschiedenen Fernsehsendern ausgestrahlt. In Deutschland war sie zum ersten Mal am 5. April 1994 in einer synchronisierten Fassung auf Sat.1 zu sehen.

## Handlung
Im Jahr 2368 bei Sternzeit 45156.1 hat die Enterprise gerade eine Mission beendet und die Besatzung hat nun einige Tage Freizeit. Der erste Offizier Will Riker, der zweite Offizier Data und der Sicherheitschef Worf begeben sich in die Bar „Zehn Vorne“. Dort befinden sich auch Transporterchief Miles O’Brien und seine hochschwangere Frau Keiko, die sich nicht über den Namen ihres Kindes einigen können. Schiffsärztin Beverly Crusher und Chefingenieur Geordi La Forge führen in einem Frachtraum eine Inventur durch. Auf der Brücke stellt Schiffsberaterin Deanna Troi Captain Picard drei Kinder vor, die in der Schule einen Forschungswettbewerb gewonnen haben und nun als Preis eine von Picard geleitete Führung durch das Schiff erhalten sollen. Miles O’Brien begibt sich auf die Brücke, um dort seinen Dienst anzutreten. Gleichzeitig betritt Picard mit den Kindern den Turbolift, um mit der Führung zu beginnen.
Plötzlich erfasst eine gewaltige Erschütterung das gesamte Schiff. Auf der Brücke stellt Fähnrich Mandel fest, dass die Enterprise mit einem Quantumfaden kollidiert ist. Kurz darauf wird sie von einem zweiten Faden getroffen. Das Schiff treibt jetzt ohne Hauptenergie durch das All und auf der Brücke wird Lieutenant Monroe durch eine Explosion getötet. O’Brien stellt fest, dass die Turbolifts ausgefallen sind und die Brücke vom Rest des Schiffs abgeschnitten ist. Unerwartet öffnet sich die Tür eines Turboliftschachts. Fähnrich Ro Laren, die ihn hinaufgeklettert ist, tritt ein. Durch den Tod von Monroe hat aktuell niemand das Kommando auf der Brücke. O’Brien weist darauf hin, dass Troi die ranghöchste Offizierin ist. Da sie jedoch keine Kommandoerfahrung hat, übernimmt sie die Führung nur widerstrebend und ist sehr auf den Rat ihrer Kollegen angewiesen. Als Halb-Betazoidin kann Troi Gefühle von anderen Lebewesen empfangen. Sie spürt, dass es neben der Brückenbesatzung noch viele andere Überlebende der Kollision gibt, doch sie kann nicht sagen, wo sie sich aufhalten. Auch Mandel kann sie nicht aufspüren, da die Sensoren nur eingeschränkt arbeiten. Ro gelingt es, Energie in die Maschinenkontrollkonsole umzuleiten. Dadurch findet sie heraus, dass das Antimaterie-Eindämmungsfeld des Warp-Antriebs schwächer wird. Es droht eine Explosion, die das gesamte Schiff zerstören wird.
Picards Turboliftkabine stürzt bei der Kollision mehrere Meter in die Tiefe. Er bricht sich dabei einen Knöchel. Die Kinder bleiben unverletzt, sind jedoch verängstigt. Um sie zu beruhigen, macht er sie zu seiner „Mannschaft“. Marissa als Älteste der Gruppe ernennt er zu seiner ersten Offizierin, Jay Gordon zum Wissenschaftsoffizier und Paterson als den Jüngsten zum „ausführenden Offizier verantwortlich für Radieschen“. Er lässt sie die Deckenverkleidung der Kabine entfernen und Jay Gordon soll ihm beschreiben, was er sieht. Dadurch wird Picard klar, dass die Sicherheitsklemmen der Kabine beschädigt wurden. Sie droht weiter abzustürzen und er weist die Kinder an, sie zu verlassen. Die weigern sich jedoch, den verletzten Picard zurückzulassen, und helfen ihm, aus der Kabine zu klettern. Picard stimmt ein Lied an und klettert gemeinsam mit den Kindern an Leitersprossen den Turboliftschacht hinauf, in der Hoffnung, eine Tür zu erreichen, die sich öffnen lässt.
Das „Zehn Vorne“ wird zu einem notdürftigen Lazarett umfunktioniert. Riker und Data versuchen, den Maschinenraum zu erreichen, und überlassen Worf die Verantwortung für die Verletzten. Da alle anderen Wege versperrt sind, ist der Maschinenraum nur durch die Jefferies-Röhren zu erreichen, doch auch hier lauern Hindernisse. Schließlich ist der Weg durch eine elektrische Entladung blockiert. Da Data ein Android ist, schlägt er vor, diese mit seinem Körper zu unterbrechen. Sein Körper wird dadurch vorübergehend funktionsunfähig, doch sein Kopf arbeitet unabhängig. Riker soll ihn abtrennen und mitnehmen. Zögernd geht Riker auf diesen Vorschlag ein.
Im Frachtraum stellen Crusher und La Forge fest, dass sie eingeschlossen sind. Hinter einer Wandverkleidung lodert ein Plasmafeuer. Das ist ein Problem, denn neben Hitze erzeugt es auch radioaktive Strahlung und im Frachtraum sind große Mengen an Quaratum gelagert, das durch die Strahlung zur Explosion gebracht werden kann. Crusher und La Forge lagern die Behälter um, sodass sie möglichst weit vom Feuer entfernt sind, doch das genügt nicht. Der einzige Weg, eine Explosion zu verhindern, ist die Löschung des Feuers. Hierfür müsste dem Frachtraum aber jeglicher Sauerstoff entzogen werden. La Forge kommt auf die Idee, das Tor des Frachtraums für einige Sekunden zu öffnen. Durch das schlagartige Entweichen der kompletten Luft sollte das Feuer ausgehen und zugleich müssten die verstrahlten Behälter ins All geblasen werden. Er und Crusher suchen sich etwas zum Festhalten, dann öffnet La Forge zunächst das Tor und deaktiviert danach das Kraftfeld, das die Luft im Frachtraum hält. Tatsächlich funktioniert der Plan und kurz bevor sie ohnmächtig werden, gelingt es den beiden, das Tor wieder zu schließen und frische Luft in den Frachtraum einzuleiten.
Worf kümmert sich um die Verletzten und Keiko O’Brien hilft ihm dabei, doch plötzlich setzen bei ihr die Wehen ein. Worf steht vor der unerwarteten Situation, ein Kind zur Welt bringen zu müssen. Er hat bisher nur Erfahrungen mit einer simulierten Geburt während eines Erste-Hilfe-Kurses und ist leicht überfordert damit, dass Keikos Geburt nicht ganz nach Vorschrift verläuft. Nach einer Weile ist es jedoch überstanden: Sie bringt eine gesunde Tochter zur Welt und gibt ihr den Namen Molly.
Auf der Brücke besteht Ro darauf, die Untertassensektion der Enterprise von der Antriebssektion zu trennen. So könnte zumindest die Hälfte des Schiffs vor der Explosion des Antriebs bewahrt werden. Troi will allerdings die Hoffnung nicht aufgeben, dass es Überlebende in der Antriebssektion gibt, und ist nicht bereit, sie ihrem Schicksal zu überlassen. Schließlich gelingt es Riker, Datas Kopf mit dem Kontrollsystem des Maschinenraums zu verbinden. Data bemerkt das Versagen des Eindämmungsfelds des Warp-Antriebs und in letzter Sekunde gelingt es ihm, den Schaden zu reparieren.
Die Hauptenergie wird wiederhergestellt und das Leben auf der Enterprise normalisiert sich. Die Kinder kommen noch einmal auf die Brücke, um Picard zu danken, und der verspricht, die Führung durch das Schiff in Kürze nachzuholen.

## Verbindungen zu anderen Star-Trek-Produktionen
Deanna Troi erwähnt hier das Phänomen eines „kosmischen Bands“ aus Folge 4.10 (Das kosmische Band) aus dem Jahr 1990.
Einige Elemente aus dieser Folge wurden in späteren Star-Trek-Produktionen wieder aufgegriffen:
- Deanna Troi beschließt in Folge 7.16 (Radioaktiv) von Raumschiff Enterprise – Das nächste Jahrhundert aus dem Jahr 1994 ein Trainingsprogramm für Brückenoffiziere zu absolvieren. Die Entscheidung geht direkt auf ihre Überforderung mit dem Kommando in Katastrophe auf der Enterprise zurück.
- Auf die Umstände von Molly O’Briens Geburt wird in mehreren Folgen von Star Trek: Deep Space Nine Bezug genommen. Als Worf in Folge 4.17 (Die Übernahme) aus dem Jahr 1996 erfährt, dass die O’Briens ein weiteres Kind erwarten, plant er eilig einen Urlaub, um nicht wieder als Hebamme aushelfen zu müssen. In Folge 5.12 (Das Baby) aus dem Jahr 1997 bedauert Miles O’Brien, die Geburt seiner Tochter verpasst zu haben.
- Der von Geordi La Forge angestimmte Major General Song von Gilbert und Sullivan kommt erneut in der Folge 2.01 (Fragerunde) von Star Trek: Short Treks aus dem Jahr 2019 vor.

## Produktion

### Drehbuch
Die Idee zu dieser Folge stammte von dem Autorenduo Ron Jarvis und Philip A. Scorza. Die beiden hatten ansonsten lediglich das Drehbuch für eine Folge der Serie Familie Munster aus dem Jahr 1989 geschrieben. Produzentin Jeri Taylor hatte das Gefühl, dass die Folgen von Raumschiff Enterprise – Das nächste Jahrhundert zu sehr nach der immer gleichen Formel produziert wurden, und sah in dieser Geschichte eine angenehme Abwechslung.

### Darsteller
Die Nachnamen der drei Kinder, die Picard begleiten, sind von den Namen ihrer Darsteller abgeleitet. Im Drehbuch sind die Kinder nur mit Vornamen aufgeführt, ihre vollständigen Namen sind nur auf der Plakette zu sehen, die sie Picard am Ende der Folge überreichen. Der Name „Paterson Supra“ weicht dabei doppelt von den Vorlagen ab, da der Vorname der Figur laut Drehbuch „Patterson“ lauten sollte und der Name seines Darstellers Max Supera lautet.
Jana Marie Hupp, Darstellerin von Lieutenant Monroe, hatte zuvor bereits Fähnrich Pavlik in Folge 4.16 (Die Begegnung im Weltraum) gespielt.
Die neugeborene Molly O’Brien wurde in dieser Folge von den Zwillingen Angela und Angelica Tedeski dargestellt, die Molly auch in Folge 5.15 (Ungebetene Gäste) verkörperten. In Folge 6.07 (Erwachsene Kinder) und in elf Folgen von Star Trek: Deep Space Nine wurde Molly von Hana Hatae gespielt. Michelle Krusiec spielte in Folge 6.24 (Das Zeitportal) von Star Trek: Deep Space Nine die erwachsene Molly O’Brien.

### Kulissen
In dieser Folge ist erstmals das Set der Kreuzung zweier Jefferies-Röhren der Enterprise zu sehen.

## Rezeption
Keith DeCandido bewertete Katastrophe auf der Enterprise 2012 auf tor.com als eine gute Folge von Raumschiff Enterprise – Das nächste Jahrhundert. Er empfand die Geschichte zwar als äußerst klischeebeladen, da alle Hauptcharaktere sich in einer für sie ungewohnten und unangenehmen Situation wiederfinden, doch die Umsetzung fand er größtenteils gelungen. Die Szenen mit Picard und den Kindern, Riker und Data sowie Worf und Keiko O’Brien fand er gut gespielt. Die Figur der Deanna Troi erfahre zudem eine enorme Charakterentwicklung. Schwach fand DeCandido lediglich den Handlungsstrang um La Forge und Crusher, der auf ihn den Eindruck machte, als ob die Autoren mit diesen beiden Figuren nichts anzufangen gewusst hätten.
Charlie Jane Anders führte Katastrophe auf der Enterprise 2014 auf gizmodo.com in einer Liste der 100 besten bis dahin ausgestrahlten Star-Trek-Folgen auf Platz 94.
Mike Bloom zählte Katastrophe auf der Enterprise 2019 auf der Website hollywoodreporter.com zu den 25 besten Folgen von Raumschiff Enterprise – Das nächste Jahrhundert.